# Article 26 de la Charte canadienne des droits et libertés
L'article 26 de la Charte canadienne des droits et libertés est un des articles sous la rubrique « Dispositions générales » de la Charte des droits de la Constitution du Canada. Tout comme les autres articles des « Dispositions générales », il aide à l'interprétation des droits présents ailleurs dans la Charte. Le rôle spécifique de cet article est d'éclaircir le statut de droits non garantis ou mentionnés par la Charte.

## Texte
« 26. Le fait que la présente charte garantit certains droits et libertés ne constitue pas une négation des autres droits ou libertés qui existent au Canada. »

— Article 26 de la Charte canadienne des droits et libertés

## Portée et interprétation
L'article 26 n'est pas un moyen de garantir que tous les droits oubliés ou négligés par les rédacteurs de la Charte soient automatiquement dotés du même statut que les droits spécifiquement nommés dans la Charte. Cela a été fortement affirmé en 1985, tant par une Cour fédérale que par la Cour de l'Île-du-Prince-Édouard. Dans l'affaire Éleveurs de volailles  c. Office canadien de commercialisation du poulet, la Cour fédérale a jugé que les droits non garantis par la Charte ne sont pas renforcés par l'article 26. 
Et dans R. c. MacAusland, un tribunal de l'Île-du-Prince-Édouard a décidé que les droits non garantis par la Charte ne sont pas garantis par la Constitution, bien qu'ils le soient non plus limités par la Charte. Par conséquent, bien que la Charte en soi n'abroge pas des droits, les législatures peuvent toujours le faire. Ainsi, l'art. 26 est une affirmation des droits beaucoup plus faible que la protection superficiellement similaire de droits non énumérés dans le  Bill of Rights des États-Unis.